# Яма (Крань)
'Яма (словен. Jama) — поселення в общині Крань, Горенський регіон, Словенія. Висота над рівнем моря: 365,2 м.